# Podascon dellavallei
Podascon dellavallei is een pissebed uit de familie Podasconidae. De wetenschappelijke naam van de soort is voor het eerst geldig gepubliceerd in 1889 door Giard & Bonnier.